# Джошуа Басет
Джошуа Тейлър Басет (на английски: Joshua Taylor Bassett) е американски актьор и певец. Най-известен е с ролята на Рики Боуен в сериала „Училищен мюзикъл“ по Дисни+.

## Биография
Роден е на 22 декември 2000 г. в Калифорния.
Басет се определя като християнин и член на ЛГБТ общността.

## Филмография
- 2017: „Смъртоносно оръжие (сериал)“
- 2018:	„Геймърки“
- 2018:	„Мръсния Джон“
- 2018: „Аз съм по средата“
- 2019: „Анатомията на Грей“
- 2019–2023: „Училищен мюзикъл (сериал)“
- 2020: The Disney Family Singalong
- 2020: Nickelodeon's Unfiltered
- 2020: High School Musical: The Musical: The Holiday Special
- 2021: „Лимбо“
- 2021: „Една вечер с Джошуа Басет“
- 2022: „Семейни войни със знаменитости“
- 2022: Better Nate Than Ever
- 2022: Night at the Museum: Kahmunrah Rises Again (глас)

## Дискография
- Joshua Bassett (2021)
- Crisis / Secret / Set Me Free (2021)
- Sad Songs in a Hotel Room (2022)
- Different (2022)

## Концерт
- Joshua Bassett's Tour 2022 (2022)
- The Complicated Tour (2023)